# Mr Selfridge
Mr Selfridge ist eine britische Dramaserie über Harry Gordon Selfridge (1858–1947) und sein Londoner Kaufhaus Selfridge & Co mit Jeremy Piven in der Hauptrolle. Das Serienprojekt basiert auf dem Buch Shopping, Seduction and Mr Selfridge von Lindy Woodhead. Die Serie wurde von Andrew Davies geschaffen. Produzent ist Chrissy Skinns, während Kate Lewis als Executive Producer fungiert. Regie führt Jon Jones, der schon für Downton Abbey arbeitete. Als Produktionsstudio steht ITV Studios hinter der Serie.
Die Ausstrahlung der Serie endete am 11. März 2016 mit dem Finale der vierten Staffel bei ITV. In Deutschland lief die Serie in Erstausstrahlung immer bei Sony Entertainment Television. Dort wird die vierte Staffel ab dem 23. August 2016 ausgestrahlt. Die Free-TV-Ausstrahlung der ersten beiden Staffeln in Deutschland fand vom 23. November bis zum 29. Dezember 2014 auf ZDFneo statt.

## Handlung
Die Fernsehserie Mr. Selfridge handelt von der Etablierung eines Luxuskaufhauses in London durch den Amerikaner Harry Selfridge. Die Handlung zieht sich hierbei bisher von 1908-1910 (Staffel 1), über 1914 (Staffel 2) und 1918–1919 (Staffel 3) zu 1928 (Staffel 4).

## Besetzung und Synchronisation
| Rollenname                   | Schauspieler/in      | Synchronsprecher/in        |
| ---------------------------- | -------------------- | -------------------------- |
| Harry Selfridge              | Jeremy Piven         | Uwe Büschken               |
| Rose Selfridge               | Frances O’Connor     | Daniela Hoffmann           |
| Lois Selfridge               | Kika Markham         | Katharina Lopinski         |
| Agnes Leclair (geb. Towler)  | Aisling Loftus       | Dascha Lehmann             |
| Ellen Love                   | Zoë Tapper           | Annina Braunmiller         |
| Lady Mae Loxley              | Katherine Kelly      | Sabine Arnhold             |
| Roger Grove                  | Tom Goodman-Hill     | Peter Flechtner            |
| Grace Calthorpe              | Amy Morgan           | Ann Vielhaben              |
| Josie Mardle                 | Amanda Abbington     | Marion Musiol              |
| Kitty Edwards (geb. Hawkins) | Amy Beth Hayes       | Giuliana Jakobeit          |
| Frank Edwards                | Samuel West          | Michael Pan                |
| Reg Towler                   | Nick Moran           | Jaron Löwenberg            |
| George Towler                | Calum Callaghan      | Ricardo Richter            |
| Roderick „Roddy“ Temple      | Oliver Jackson-Cohen | Leonhard Mahlich           |
| Victor Colleano              | Trystan Gravelle     | Bernhard Völger            |
| Lord Loxley                  | Aidan McArdle        | Florian Krüger-Shantin     |
| Henri Leclair                | Grégory Fitoussi     | Julien Haggége             |
| Tony Travers                 | Will Payne           | Dirk Stollberg             |
| Delphine Day                 | Polly Walker         | Andrea Aust                |
| Arthur Crabb                 | Ron Cook             | Frank-Otto Schenk          |
| Connie Hawkins               | Sacha Parkinson      | Tanya Kahana               |
| Gordon Selfridge             | Adam Wilson          | Vincent Borko              |
| Gordon Selfridge             | Greg Austin          | Sebastian Fitzner          |
| Mr. Thackeray                | Cal Macaninch        | Alexander Doering          |
| Tilly Brockless              | Mimi Ndiweni         | Yvonne Greitzke            |
| Nancy Webb                   | Kelly Adams          | Victoria Sturm             |
| Prinzessin Marie             | Zoë Wanamaker        | Margot Rothweiler          |
| Eleanor Grove                | Felicity Grimes      | Alice Bauer                |
| Pierre Longchamp             | Edward Akrout        | Jaron Löwenberg            |
| Serge de Bolotoff            | Wanja Gerick         | Leon Ockenden              |
| Rosalie Selfridge            | Poppy Lee Friar      | Luisa Wietzorek            |
| Rosalie Selfridge            | Kara Tointon         |                            |
| Violette Selfridge           | Freya Wilson         | Marie Christin Morgenstern |
| Violette Selfridge           | Millie Brady         |                            |
| Violette Selfridge           | Hannah Tointon       | Maria Hönig                |

## Kritik
Juliane Frisse von Puls bemerkt, dass „die Stars nicht die Schauspieler, sondern der pompöse Department Store und die zeitgemäßen Kostüme“ seien, vermisst allerdings  „feingeistigen Witz und messerscharfe Pointen, verpackt in einer altmodischen Ausdrucksweise.“ Für Marcel Pohlig von DWDL.de ist die Serie „sehenswert“. Gelobt werden die  „imposanten Bilder“ und die geniale „Schauspielleistung von Jeremy Piven“. Ulrike Frenkel von der Stuttgarter Zeitung kritisiert, dass „viele dünne Erzählstränge zu einem bunten und dennoch nicht gerade überraschenden Zopf zusammengeflochten“ seien und hält die Fernsehserie trotzdem für eine „interessante TV-Abwechslung zu den ewigen Krimis auf allen Kanälen“.